# Salmanasar al III-lea

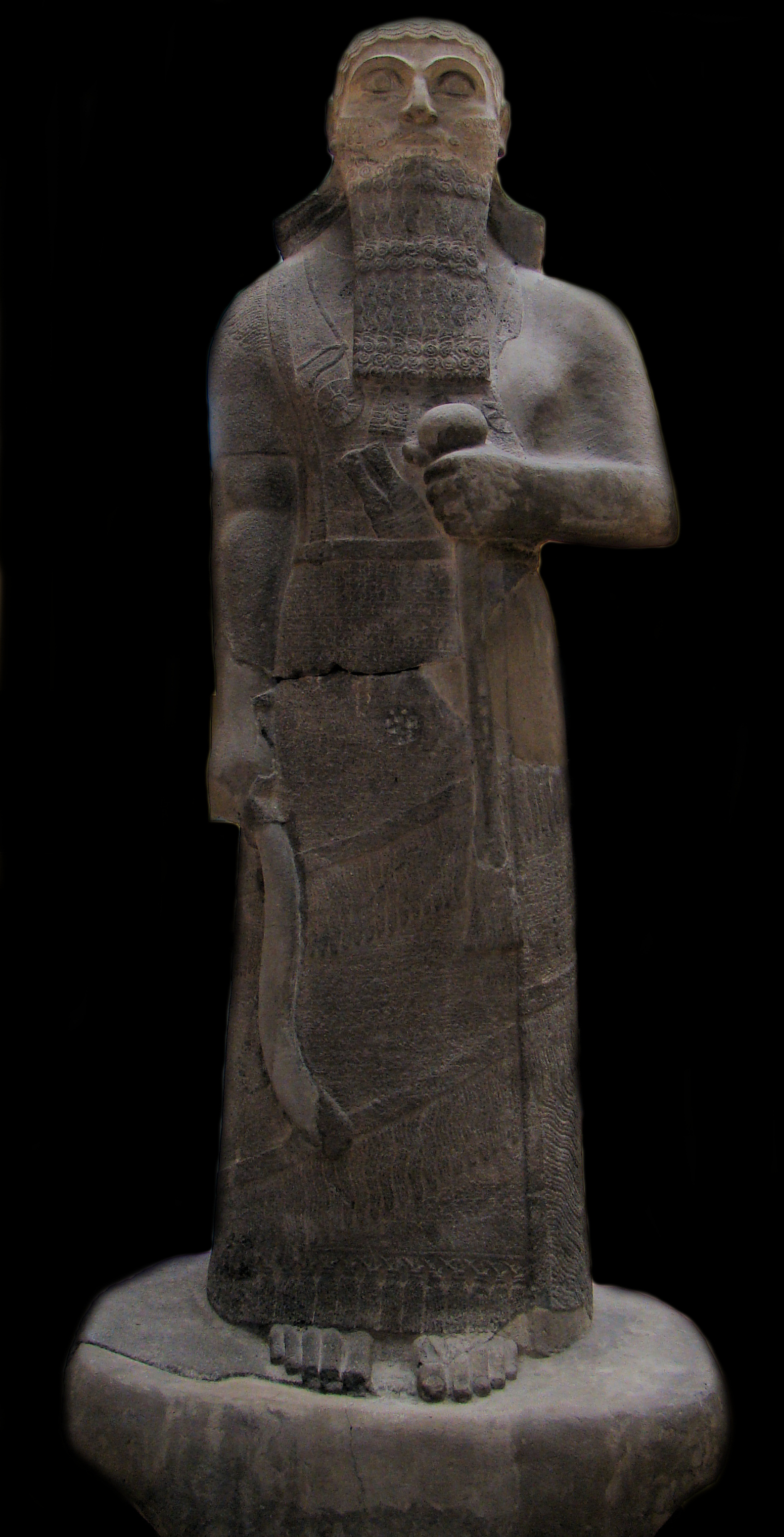
Statuie cu regele Salmanasar al III-lea, Muzeul din Istambul

Salmanasar al III-lea (Šulmānu-ašarēdu — „zeul Șulman este preeminent”) a fost rege al Asiriei între 858 î.H. – 824 î.H., fiul regelui asirian Assurnasirpal al II-lea. Problemele sale imediate erau în nordul Siriei, unde a reușit să învingă o coaliție de state. În timpul domniei sale a organizat 34 de campanii. La început, în Siria, l-a învins pe conducătorul Bit-Adini. În anul 857 î.H., el reușește să câștige Munții Amanus și malul Mediteranei, unde îi va stabili mai târziu pe asirieni. În anul 853 î.H., Salmanasar a condus o expediție împotriva suveranului arameean al Damascului și aliaților acestuia, regele Ahab al Israelului și șeicul arab Ğundub. Bătălia avut loc în anul 853 î.H. la Qarqar. Salmanasar se mândrește apoi, spunând „Qarqarul, orașul lui de scaun, l-am trecut prin foc. 1200 de care, 1200 de călăreți, 20000 de pedestrași de la Hadad-ezer, de la Aram (Damasc?);...1000 de cămile ale lui Gindibu, arabul.” Aceasta este considerată prima mențiune a arabilor. Apoi, tot în vest a trebuit să facă față unei noi alianțe, aceasta împotriva lui Hadadezer (pe care l-a învins în anul 841 î.H.), Irhuleni din Hamath.